# 田原弘毅
田原 弘毅（たはら ひろたか、1969年5月5日 - ）は、日本の構成作家・脚本家・小説家。通称、構成T・構成丁（てい）。東京都出身。日本大学芸術学部文芸学科中退。有限会社南口企画社長。

## 来歴
大学在学中の1991年に劇団BQMAPの旗揚げに参加し、脚本・演出・役者として活動する。また、小学生の頃に筒井康隆作品に出会ったことをきっかけに小説家を志し、1999年に「洗うひと」で第67回小説現代新人賞を受賞した。2003年に南口企画を設立する。
同じ劇団に所属している竹内順子に誘われ、ラジオ「HUNTER×HUNTER R」のラジオドラマ脚本を書いたことがきっかけで構成作家としての活動を始め、現在はアニラジの構成を多く手がける。

## 小説
- 『ネヴァードロップ』（2002年、講談社、ISBN 4-06-211603-0）

### 雑誌掲載
- おのまとぺ屋（1999年、小説現代、講談社）
- 親子芸人（小説現代2000年3月号、講談社）
- ねぶた枕（小説現代2000年9月号、講談社）
- 疑問の多い料理店（小説現代2005年8月号、講談社）

## 舞台脚本
- 天は屋根、空は窓（1996年、演出 奥村直義、BQMAP）
- 妖精ホームズ（1998年、演出 奥村直義、BQMAP）
- センチメンタルタイガー case.1 〜SLEEPING BEAUTY〜（1999年、演出 奥村直義、BQMAP）
- ミュージカル HUNTER×HUNTER（2000年、原作 冨樫義博・演出 松村武、）

## ラジオ構成
現在放送・配信中の主な番組
- アイドルマスター シンデレラガールズ「デレラジ」（2012年8月30日 - 、ニコニコ動画 ニコニコ生放送「響 -HiBiKi- チャンネル」・HiBiKi Radio Station）
- 東映公認 鈴村健一・神谷浩史の仮面ラジレンジャー（2012年10月 - 、文化放送）
- 木村良平・岡本信彦の電撃Girl’sSmile（2013年7月18日 - 、アニメイトTV）
- 上坂すみれの文化部は夜歩く（2016年4月7日 - 、ラジオ大阪 ニコニコチャンネル・ラジオ大阪チャンネル）
- プリンセスコネクト!Re：Dive（2017年7月6日 - 、HiBiKi Radio Station）
- 宇宙漁師候補生がラジオやってみた!宇宙漁業団非公認!花林とほの花とももことソラとウミのラジオ!略してギョギョッとラジオ!さらに略してギョギョラジ!（2017年9月4日 - 、超!A&G+、音泉）
- TVアニメ「おそ松さん」WEBラジオ シェーWAVE おそ松ステーション（2017年10月2日 - 、アニメイトTV YouTube・avex picturesチャンネル）テレビアニメ「おそ松さん」のWebラジオ
- PERSONA5 the Animation Radio ”カイトーク!”（2018年4月6日 - 、アニメイトタイムズ）[3]※テレビアニメ「PERSONA5 the Animation」のWebラジオ
- 小林裕介・石上静香のゆずらないラジオ（2018年4月11日 - 、FRESH!響チャンネル）[4]
- 津田健次郎・大河元気のジョシ禁ラジオ!!（2018年4月11日 - 、FRESH!響チャンネル）[5]

 かつて担当した主な番組 
2000年代
- HUNTER×HUNTER R（2000年4月 - 2005年3月、ラジオ大阪・文化放送）
- 高田広ゆきラヂヲシティホール（2003年4月 - 2007年3月、ラジオ大阪）
  - 高田広ゆきケータイシティホール（2004年4月 -2009年7月、声優・V-STATION）
- ラヂオ錬金術師（2004年2月 -9月、アニメイトTV）
- カンださん☆アイぽんの ネギまほラジお（2005年1月6日 - 2009年2月20日、アニメイトTV）
- ぱにらじだっしゅ!（2005年12月 - 2006年8月、アニメイトTV）
- 少年陰陽師・彼方に放つ声をきけ〜略して孫ラジ （2006年4月 - 2008年6月、アニメイトTV)
  - 少年陰陽師・陰陽寮 電脳部 放送局～略して孫ラジ（2008年7月 - 2009年10月、アニメイトTV）
- アイドルマスターシリーズ
  - ラジオdeアイマSHOW!（2006年4月27日 - 2007年10月25日、アニメイトTV）
- のだめオーケストラジオ（2007年3月～11月、アニメイトTV）
- さよなら絶望放送（2007年8月～2011年8月、アニメイトTV） - 番組中で発言するときは、馬の鳴き声で置き換えられる。
  - 糸色望のオールナイトニッポンR（2011年10月14日、ニッポン放送ほか）
- みなみけのみなきけ（2007年9月～2008年7月、アニメイトTV） - 構成協力
  - みなきけ おかえり（2009年1月～2009年7月、アニメイトTV） - 構成協力
- 斎藤千和・無責任編集 〜週刊うらGおふぁんたじー（2008年9月～2009年10月、アニメイトTV） - 構成の傍ら、構成 丁（てい）名義で出演。
- 夏子と千和のツンピリラヂヲ（2008年10月～2014年6月、ABCラジオほか）
- ヘタリアWEBラジオ ～ヘタリラ～（2009年4月20日～2010年11月2日 、アニメイトTV）

2010年代
- アトラス・マニアクス（2010年3月18日～8月19日、アニメイトTV）
- 神谷浩史のオールナイトニッポンR（2010年4月16日、ニッポン放送ほか）
- 企画厨房 略してキカチュウ！ （2010年10月20日 - 12月22日、USTREAM） - 出演 企画・製作：南口企画
- 変ラボ（2011年3月15日 - 10月18日、アニメイトTV）
- かってに改蔵ラジオしてもいいぜ（2011年6月15日 - 11月16日、アニメイトTV）
- 君僕ラジオ。 放課後ラプソディ （2011年8月12日 - 2012年7月2日、アニメイトTV）
- 男子高校生の日常会話（2011年12月9日 - 2012年3月30日、アニメイトTV バンダイチャンネル）※テレビアニメ「男子高校生の日常」のWebラジオ
- 【KR】（2012年7月13日 - 9月28日、アニメイトTV）
  - K of Radio【KR】（2012年10月11日 - 2013年1月18日、アニメイトTV）
  - K of Radio 3rd（2014年3月23日 - 2014年8月22日、アニメイトTV）
- 【ガールズ落語ラジオ】じょしらじ（2012年7月18日 - 12月26日、音泉）- 番組中で発言するときは、三味線の音で置き換えられる。
- 波打際の○○さん（2013年4月3日 - 2014年3月5日、アニメイトTV）※テレビアニメ「波打際のむろみさん」のWebラジオ
- イワトビちゃんねる（2013年6月17日 - 9月30日、ランティスウェブラジオ 音泉）
  - イワトビちゃんねるS（2013年10月7日 - 2014年2月10日、アニメイトTV）
  - イワトビちゃんねるES（2014年6月30日 - 2015年3月17日、アニメイトTV）
- ファンタジスタトーク（2013年7月18日 - 10月11日、音泉 HiBiKi Radio Station）
- のんのんびよりうぇぶらじお
  - のんのんびよりうぇぶらじお のんのんだより! なのん（2013年10月1日 - 2014年2月25日、ランティスウェブラジオ 音泉）
  - のんのんびよりうぇぶらじお のんのんだより りぴーと! なのん（2015年6月30日 - 、ランティスウェブラジオ 音泉）
- M3～ソノ黒キラジオ～（2014年4月24日 - 10月9日、音泉）
- パンチラジオ（2015年4月2日 - 7月16日、音泉） ※テレビアニメ「パンチライン」のWebラジオ
- 下ネタという概念が存在しない退屈なラジオ（2015年7月2日 - 10月15日、アニメイトTV）
- TVアニメ「おそ松さん」WEBラジオ シェーWAVE おそ松ステーション（2015年10月5日 - 2016年4月18日、アニメイトTV YouTube・avex picturesチャンネル）※テレビアニメ「おそ松さん」のWebラジオ
  - シェーWAVE おそ松ステーション 春の復活祭（2017年4月6日、アニメイトタイムズ）
- ナースウィッチ小麦ちゃんR WEBラジオ『レッツ！コムギケーション！』（2015年12月14日 - 2016年8月24日、アニメイトTV）
- 田中くんはラジオもけだるげ（2016年4月8日 - 7月15日、HiBiKi Radio Station） ※テレビアニメ「田中くんはいつもけだるげ」のWebラジオ
- 虹色ラジオデイズ（2016年4月13日 - 6月22日、音泉）※テレビアニメ「虹色デイズ」のWebラジオ
- 山下誠一郎・古川慎のorangeなふたり（2016年7月3日 - 2016年12月25日、ラジオ大阪 「ラジタル」ニッポン放送Webサイト）※テレビアニメ「orange」のWebラジオ
- この美術部ラジオには問題がある!～アトリエこの美!～（2016年7月7日 - 2016年10月13日、アニメイトタイムズ）※テレビアニメ「この美術部には問題がある!」のWebラジオ
- ALL OUT!! ラジオ 翔也と勇人のトークアウト!!（2016年10月7日 - 2017年3月30日、HiBiKi Radio Station）※テレビアニメ「ALL OUT!!」のWebラジオ
- 津田健次郎・大河元気のジョシ禁ラジオ!（2017年3月13日、アニメイトタイムズ）[5]
- UQR ネギまHOLDERラジお!（2017年6月25日 - 2018年1月14日、アニメイトタイムズ）※テレビアニメ「UQ HOLDER!」のWebラジオ
- 魔法陣グルグルナビゲーション グルナビ!（2017年7月10日 - 2018年1月8日、音泉）※テレビアニメ「魔法陣グルグル」のWebラジオ

## その他
- アライア（2003年、「ビッグコミックスピリッツ増刊 漫戦」掲載、小学館） - 漫画原作
- はっぴぃ☆なんちゃら（2008年、CD「絶望大殺界」収録、キングレコード、） - 作詞。康斉亭（こう せいてい）名義。「さよなら絶望放送」主題歌。
- 「構成Tのラジオしてもいいぜ」（2011年11月14日、早稲田大学FMwaseda「早稲田祭電波ジャック2011」） - ゲスト出演
- 特集「【俗・】『さよなら絶望放送』とは何か？」佐藤太×田原弘毅 - 『声優ラジオの時間 ゴールデン』（2015年、綜合図書、ISBN 4-86-298163-1）[6] - 対談
- 「伊福部崇のラジオのラジオ」（2016年8月23日・30日、文化放送超!A&G+） -ゲスト出演
- 「構成Tこと構成作家・田原弘毅さんに聞く「ラジオの作り方」」『アニメイトタイムズ』、アニメイトラボ、2017年1～3月 - 全5回
- 「〈音泉〉で俺にラジオを作らせろ！」（2018年5月11日、音泉） -　構成作家の長田宏・小林洋平・浅野佑二らとともに出演